# 16ns Premis del Cinema Europeu
Els 16ns Premis del Cinema Europeu, presentats per l'Acadèmia del Cinema Europeu, van reconèixer l'excel·lència del cinema europeu. La cerimònia va tenir lloc el 6 de desembre de 2003 al Treptow Arena de Berlín. El presentador de la cerimònia fou l'actor alemany Heino Ferch.

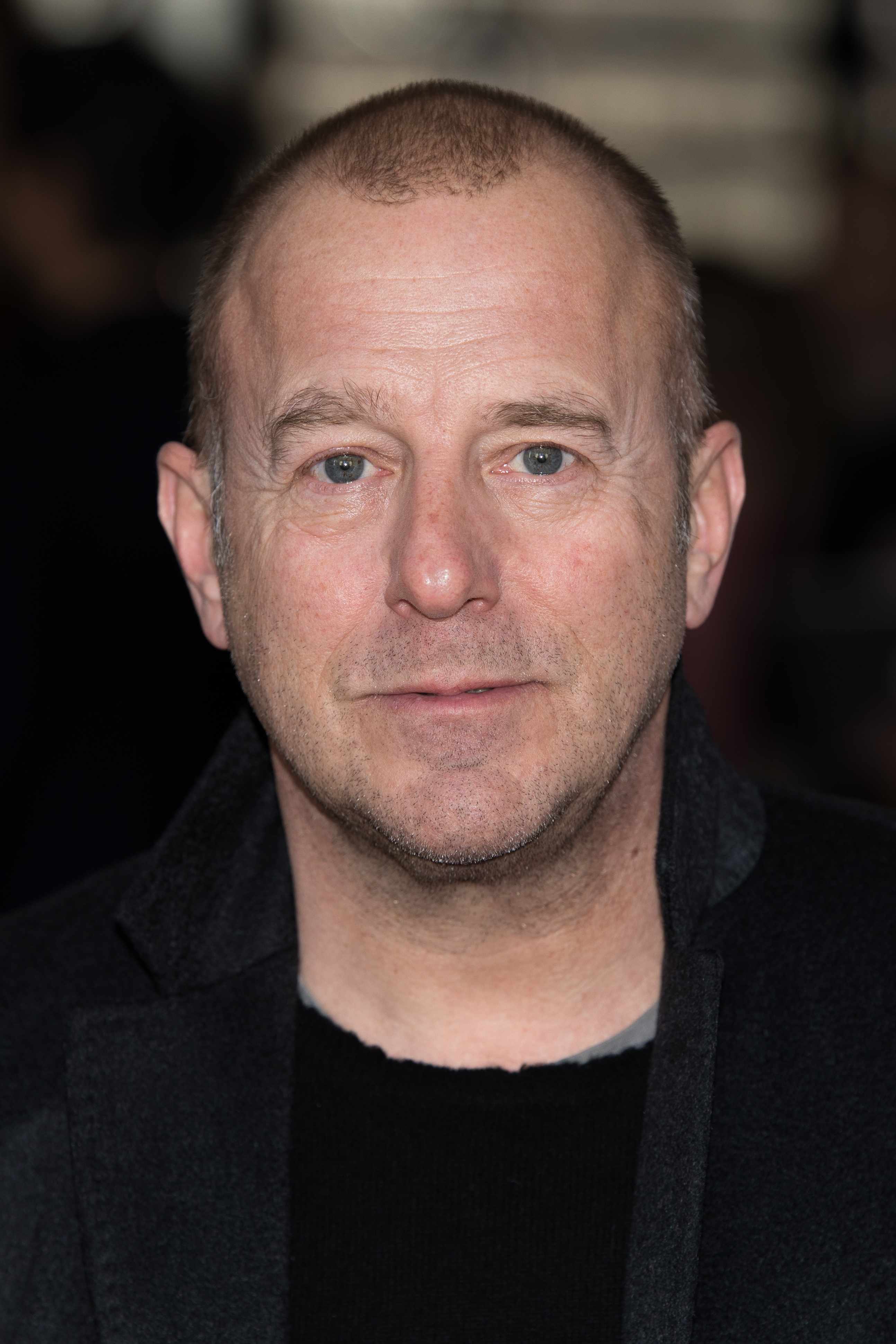
Heino Ferch, presentador de l'edició

Els 1.600 membres de l'Acadèmia van seleccionar 43 llargmetratges europeus, 4 d'ells espanyols, i un d'ells de la directora catalana Isabel Coixet. Estava previst atorgar premis en les 16 categories habituals, però aquesta vegada el jurat va ampliar el ventall de premis amb un reconeixement ocasional, un premi especial que reconeixia l'èxit artístic.
Les pel·lícules més nominades van ser Good Bye, Lenin! de Wolfgang Becker amb cinc nominacions (millor pel·lícula, director, guió, actor i actriu), Dogville de Lars von Trier, amb quatre (pel·lícula, director, guió i fotografia) i Dirty Pretty Things de Stephen Frears, amb unes altres quatre (millor pel·lícula, director, actor i fotografia).
Finalment els premis quedaren força repartits. La triomfadora va ser Good Bye, Lenin!, que en va guanyar tres (millor pel·lícula, millor guió i millor actor), però també va guanyar els tres premis del públic. La danesa Dogville en va guanyar dues (millor direcció i millor fotografia), mentre que Charlotte Rampling va guanyar el premi a la millor actriu. Finalment, el director de fotografia Carlo Di Palma va rebre el premi del mèrit europeu i el director francès Claude Chabrol el premi a la trajectòria.

## Pel·lícules seleccionades
1. 28 Days Later dirigit per Danny Boyle
2. Bon Voyage - dirigida per Jean-Paul Rappeneau
3. Calendar Girls dirigida per Nigel Cole
4. Das Wunder von Bern - director: Sönke Wortmann
5. De grønne slagtere - director: Anders Thomas Jensen
6. Bessones - director: Ben Sombogaart
7. Dirty Pretty Things dirigida per Stephen Frears
8. Dogville - director: Lars von Trier
9. Edi - director: Piotr Trzaskalski
10. Good Bye, Lenin! - director: Wolfgang Becker
11. Hannah Med H - directora: Christina Olofson
12. Il cuore altrove - director: Pupi Avati
13. Il est plus facile pour un chameau.... - director: Valéria Bruni Tedeschi
14. In This World dirigit per Michael Winterbottom
15. Io non ho paura - director: Gabriele Salvatores
16. Koktebel - dirigida per Boris Khlebnikov i Aleksei Popogrebski
17. L'Homme du train dirigit per Patrice Leconte
18. La finestra di fronte - director: Ferzan Özpetek
19. La luz prodigiosa - dirigida per Miguel Hermoso
20. La meglio gioventù - director: Marco Tullio Giordana
21. Lichter - director: Hans-Christian Schmid
22. Los lunes al sol dirigit per Fernando León de Aranoa
23. Liubovnik (Любовник) - director: Valeri Todorovski
24. Maria - director: Călin Peter Netzer
25. Mein letzter Film - director: Oliver Hirschbiegel
26. My Life Without Me - dirigida per Isabel Coixet
27. Niki Ardelean, colonel în rezervă - dirigida per Lucian Pintilie
28. Nói albinói - dirigida per Dagur Kári
29. Otets i sin (Отец и сын) - director: Aleksandr Sokúrov
30. Prendimi l'anima - director: Roberto Faenza
31. Rezervni deli - director: Damjan Kozole
32. Ricordati di me dirigit per Gabriele Muccino
33. Rosenstraße - dirigida per Margarethe von Trotta
34. Salmer fra kjøkkenet - director: Bent Hamer
35. Sjaj u očima - director: Srđan Karanović
36. Soldats de Salamina - director: David Trueba
37. Solino - director: Fatih Akın
38. Son frère - director: Patrice Chéreau
39. La piscina dirigida per François Ozon
40. The Mother dirigit per Roger Michell
41. Uzak - director: Nuri Bilge Ceylan
42. Verder dan de maan dirigit per Stijn Coninx
43. Wilbur Wants to Kill Himself dirigit per Lone Scherfig

## Guanyadors i nominats
Els guanyadors estan en fons groc i en negreta.

### Millor pel·lícula europea
| Títol               | Director(s)          | Productor(s)                            | País                |
| ------------------- | -------------------- | --------------------------------------- | ------------------- |
| Good Bye, Lenin!    | Wolfgang Becker      | Stefan Arndt                            | Alemanya            |
| Dirty Pretty Things | Stephen Frears       | Tracey Seaward Robert Jones             | Regne Unit          |
| Dogville            | Lars von Trier       | Vibeke Windeløv                         | Dinamarca           |
| In This World       | Michael Winterbottom | Andrew Eaton Anita Overland             | Regne Unit          |
| My Life Without Me  | Isabel Coixet        | Esther García Rodríguez Gordon McLennan | Canadà / Espanya    |
| La piscina          | François Ozon        | Olivier Delbosc Marc Missonnier         | França / Regne Unit |

### Premi Fassbinder
| Títol                   | Director(s)         | Productor(s)       | País                                        |
| ----------------------- | ------------------- | ------------------ | ------------------------------------------- |
| El retorn (Возвращение) | Andrei Zviàguintsev | Dmitri Lesnevski   | Rússia                                      |
| Mon idole               | Guillaume Canet     | Alain Attal        | França                                      |
| Gori vatra              | Pjer Žalica         | Ademir Kenović     | Bòsnia i Hercegovina Àustria Turquia França |
| Les hores del dia       | Jaime Rosales       | Jaime Tosales      | Espanya                                     |
| Reconstruction          | Christoffer Boe     | Tine Grew Pfeiffer | Dinamarca                                   |
| Schultze Gets the Blues | Michael Schorr      | Alemanya           |                                             |
| Young Adam              | David Mackenzie     | Jeremy Thomas      | Regne Unit França                           |

### Millor director europeu
| Receptor(s)           | Títol              |
| --------------------- | ------------------ |
| Lars von Trier        | Dogville           |
| Wolfgang Becker       | Good Bye, Lenin!   |
| Nuri Bilge Ceylan     | Uzak               |
| Isabel Coixet         | My Life Without Me |
| Marco Tullio Giordana | La meglio gioventù |
| Michael Winterbottom  | In This World      |

### Millor actriu europea
| Receptor(s)        | Títol            |
| ------------------ | ---------------- |
| Charlotte Rampling | La piscina       |
| Diana Dumbrava     | Maria            |
| Helen Mirren       | Calendar Girls   |
| Anne Reid          | The Mother       |
| Katja Riemann      | Rosenstraße      |
| Katrin Saß         | Good Bye, Lenin! |

### Millor actor europeu
| Receptor(s)      | Títol               |
| ---------------- | ------------------- |
| Daniel Brühl     | Good Bye Lenin!     |
| Chiwetel Ejiofor | Dirty Pretty Things |
| Tómas Lemarquis  | Nói albinói         |
| Luigi Lo Cascio  | La meglio gioventù  |
| Jean Rochefort   | L'homme du train    |
| Bruno Todeschini | Son frère           |

### Millor guió europeu
| Receptor(s)                      | Títol               |
| -------------------------------- | ------------------- |
| Bernd Lichtenberg                | Good Bye, Lenin!    |
| Steven Knight                    | Dirty Pretty Things |
| Dušan Kovačević                  | Profesionalac       |
| Hanif Kureishi                   | The Mother          |
| Sandro Petraglia · Stefano Rulli | La meglio gioventù  |
| Lars von Trier                   | Dogville            |

### Millor fotografia
| Receptor(s)        | Títol                    |
| ------------------ | ------------------------ |
| Anthony Dod Mantle | Dogville i 28 Days Later |
| Tom Fährmann       | Das Wunder von Bern      |
| Bogumił Godfrejów  | Lichter                  |
| Chris Menges       | Dirty Pretty Things      |
| Italo Petriccione  | Io non ho paura          |
| Marcel Zyskind     | In This World            |

### Millor documental - Prix arte
| Títol                                  | Director(s)                     | País                                  |
| -------------------------------------- | ------------------------------- | ------------------------------------- |
| S21, la machine de mort khmère rouge   | Rithy Panh                      | Cambodja / França                     |
| Chia e tazi pesen? (Чия е тази песен?) | Adela Peeva                     | Bèlgica / Bulgària                    |
| De fem benspænd                        | Jørgen Leth Lars von Trier      | Dinamarca / Bèlgica / Suïssa / França |
| Essen, schlafen, keine Frauen          | Heiner Stadler                  | Alemanya                              |
| L'Odyssée de l'espèce                  | Jacques Malaterre               | França / Canadà / Bèlgica             |
| The Day I Will Never Forget            | Kim Longinotto                  | Regne Unit                            |
| Die Geschichte vom weinenden Kamel     | Byambasuren Davaa Luigi Falorni | Alemanya / Mongòlia                   |
| Tishe!                                 | Victor Kossakovski              | Rússia                                |

### Millor curtmetratge
Els nominats al millor curtmetratge foren seleccionats per un jurat independent a diversos festivals de cinema d'arreu d'Europa.
| Títol              | Director(s)          | País             | Festival                  |
| ------------------ | -------------------- | ---------------- | ------------------------- |
| (A)Torzija         | Stefan Arsenijević   | Eslovènia        | Festival de Berlín        |
| La chanson-chanson | Xavier Diskeuve      | Bèlgica          | Festival de Gant          |
| At Dawning         | Martin Jones         | Regne Unit       | Seminci                   |
| Mamaman            | Iao Lethem           | Bèlgica          | Festival d'Angers         |
| Redd barna         | Terje Rangnes        | Noruega          | Festival de Tampere       |
| Kraj urodzenia     | Jacek Bławut         | Polònia          | Festival de Crac+ovia     |
| Une étreinte       | Eskil Vogt           | França           | Festival de Grimstad      |
| My zhivem na krai  | Victor Asliuk        | Belarús          | Festival de Vila do Conde |
| Le portefeuille    | Vincent Bierrewaerts | França / Bèlgica | Festival de Sarajevo      |
| Små skred          | Birgitte Stærmose    | Dinamarca        | Festival d'Edimburg       |
| The Trumouse Show  | Julio Robledo        | Espanya          | Festival de Venècia       |
| Velikan            | Aleksandr Kott       | Rússia           | Festival de Drama         |

### Millor pel·lícula no europea
| Títol                                           | Director                    | Productor                                   | País                     |
| ----------------------------------------------- | --------------------------- | ------------------------------------------- | ------------------------ |
| Les Invasions barbares                          | Denys Arcand                | Daniel Louis Denise Robert Fabienne Vonier  | Canadà                   |
| 21 grams                                        | Alejandro González Iñárritu | Alejandro González Iñárritu, Robert Salerno | Estats Units             |
| Primavera, estiu, tardor, hivern i... primavera | Kim Ki-duk                  | Karl Baumgartner                            | Corea del Sud / Alemanya |
| Buscant en Nemo                                 | Andrew Stanton Lee Unkrich  | Graham Walters                              | Estats Units             |
| Kill Bill: Volum 1                              | Quentin Tarantino           | Lawrence Bender                             | Estats Units             |
| Lost in Translation                             | Sofia Coppola               | Ross Katz                                   | Estats Units / Japó      |
| Mystic River                                    | Clint Eastwood              | Robert Lorenz                               | Estats Units             |
| Zatōichi                                        | Takeshi Kitano              | Masayuki Mori                               | Japó                     |

### Premis del Públic
Els guanyadors dels Premis Jameson Escollit pel Públic van ser escollits per votació en línia.

#### Millor director
| Receptor(s)             | Títol                |
| ----------------------- | -------------------- |
| Wolfgang Becker         | Good Bye, Lenin!     |
| Nuri Bilge Ceylan       | Uzak                 |
| Danny Boyle             | 28 Days Later        |
| Emanuele Crialese       | Respiro              |
| Bent Hamer              | Salmer fra kjøkkenet |
| Dagur Kári              | Nói albinói          |
| Patrice Leconte         | L'homme du train     |
| Fernando León de Aranoa | Los lunes al sol     |
| François Ozon           | La piscina           |
| Lars von Trier          | Dogville             |

#### Millor actor
| Receptor(s)         | Títol                        |
| ------------------- | ---------------------------- |
| Daniel Brühl        | Good Bye Lenin!              |
| Rowan Atkinson      | Johnny English               |
| Javier Bardem       | Los lunes al sol             |
| Jan Decleir         | Hop                          |
| Johnny Hallyday     | L'homme du train             |
| Tómas Lemarquis     | Nói albinói                  |
| Sergi López i Ayats | Dirty Pretty Things          |
| Vincent Pérez       | Fanfan la Tulipa             |
| Jean Rochefort      | L'homme du train             |
| Jamie Sives         | Wilbur Wants to Kill Himself |

#### Millor actriu
| Receptor(s)          | Títol                 |
| -------------------- | --------------------- |
| Katrin Saß           | Good Bye, Lenin!      |
| Penélope Cruz        | Fanfan la Tulipe      |
| Antje De Boeck       | Hop                   |
| Nieve de Medina      | Los lunes al sol      |
| Romola Garai         | Nicholas Nickleby     |
| Valeria Golino }     | Respiro               |
| Giovanna Mezzogiorno | La finestra di fronte |
| Charlotte Rampling   | La piscina            |
| Ludivine Sagnier     | La piscina            |
| Audrey Tautou        | Dirty Pretty Things   |

### Premi FIPRESCI
- Buongiorno, notte de Marco Bellocchio

### Premi del mèrit europeu al Cinema Mundial
- Carlo Di Palma

### Premi a la carrera
- Claude Chabrol

## Galeria

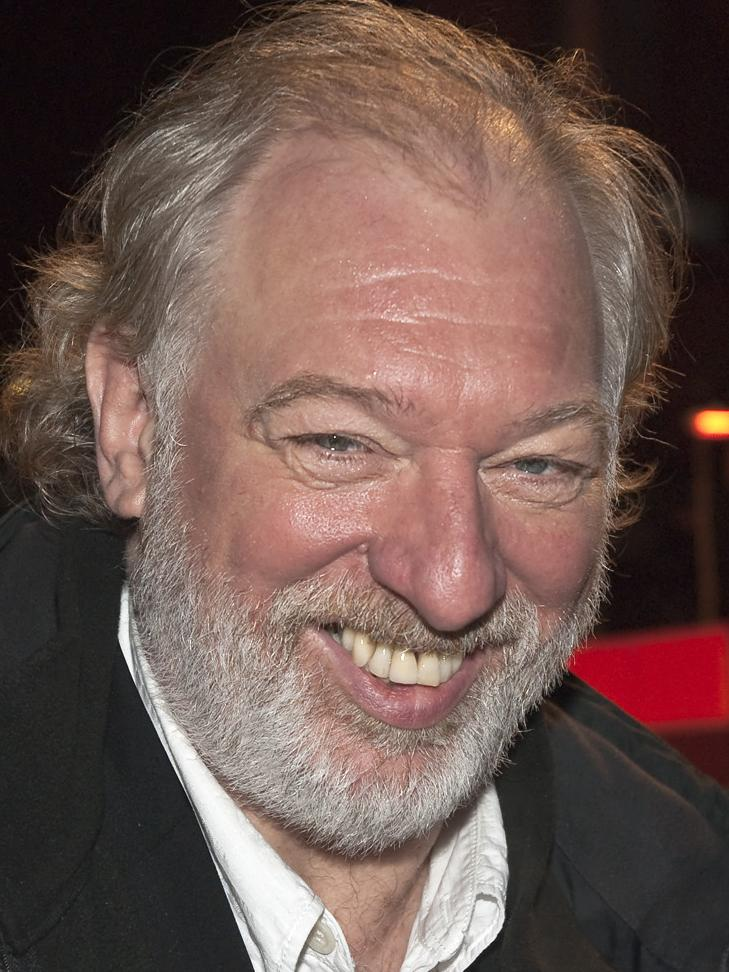
Wolfgang Becker (millor pel·lícula i millor director-públic)
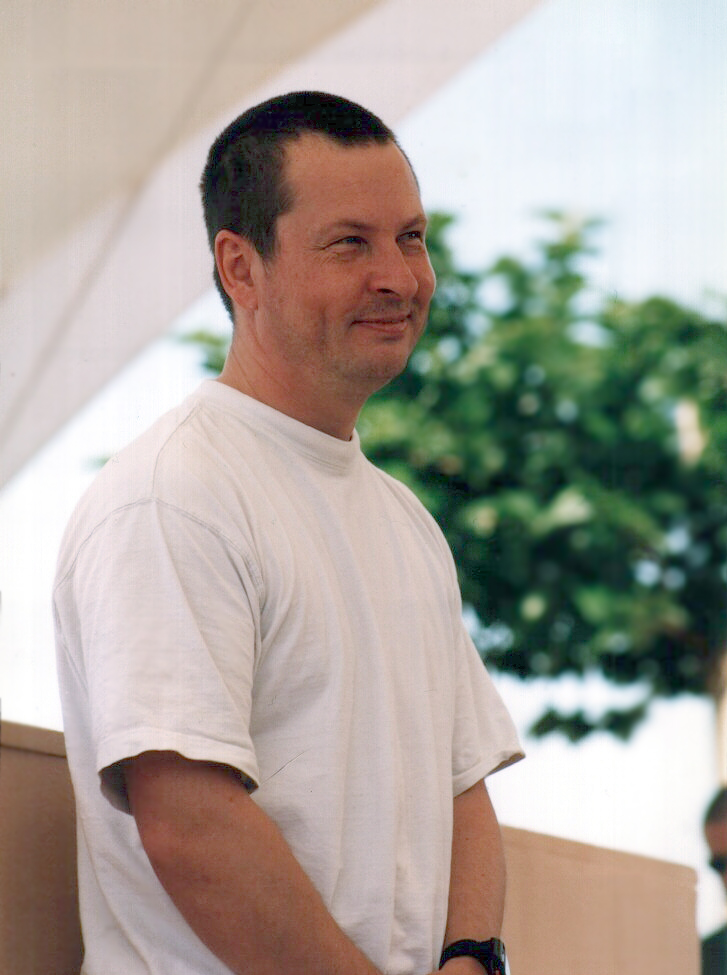
Lars von Trier (millor director)
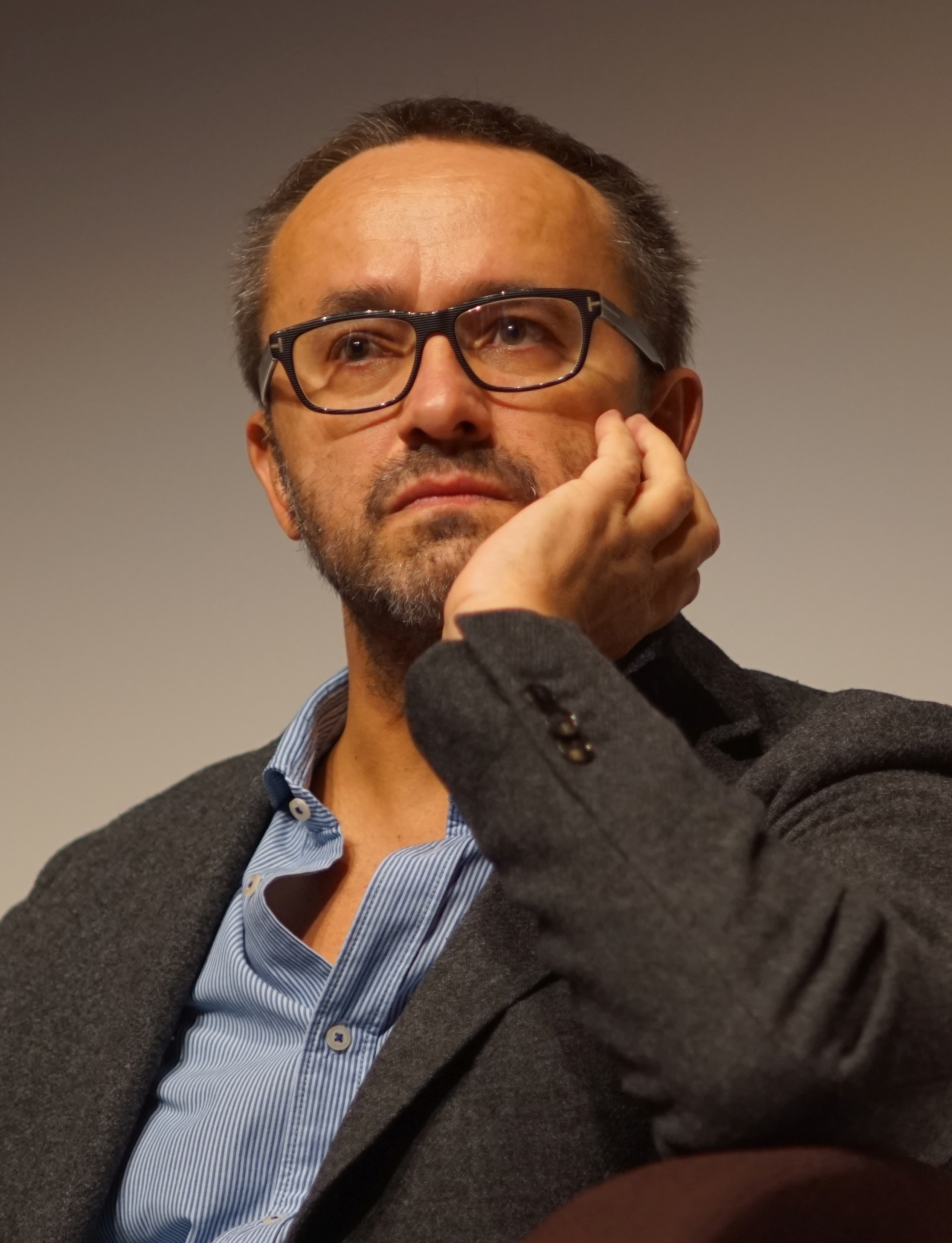
Andrei Zviàguintsev (millor descobriment)
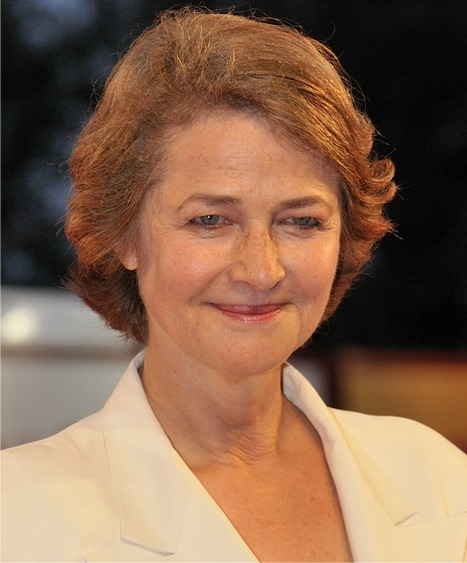
Charlotte Rampling (millor actriu)
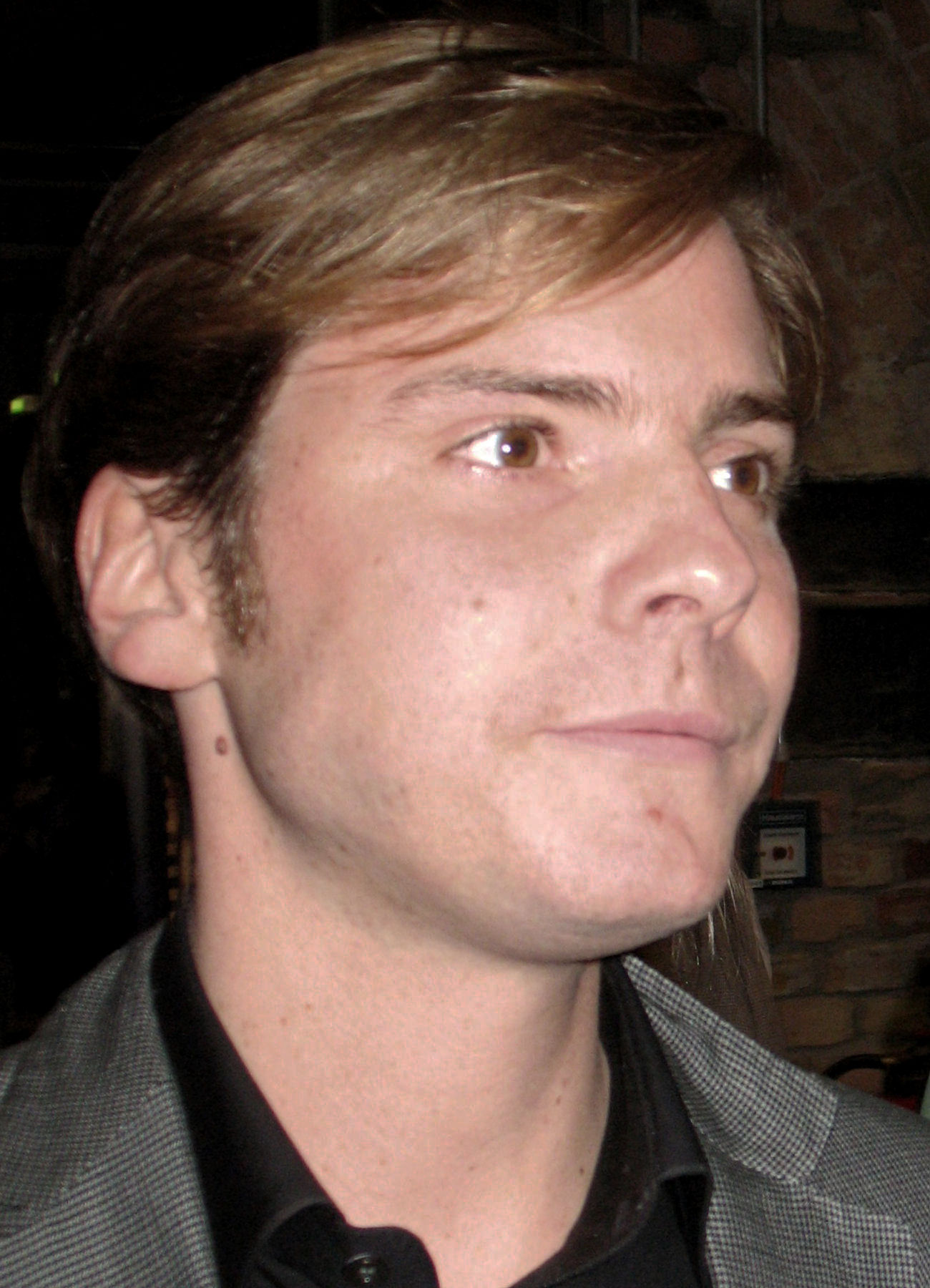
Daniel Brühl (millor actor)
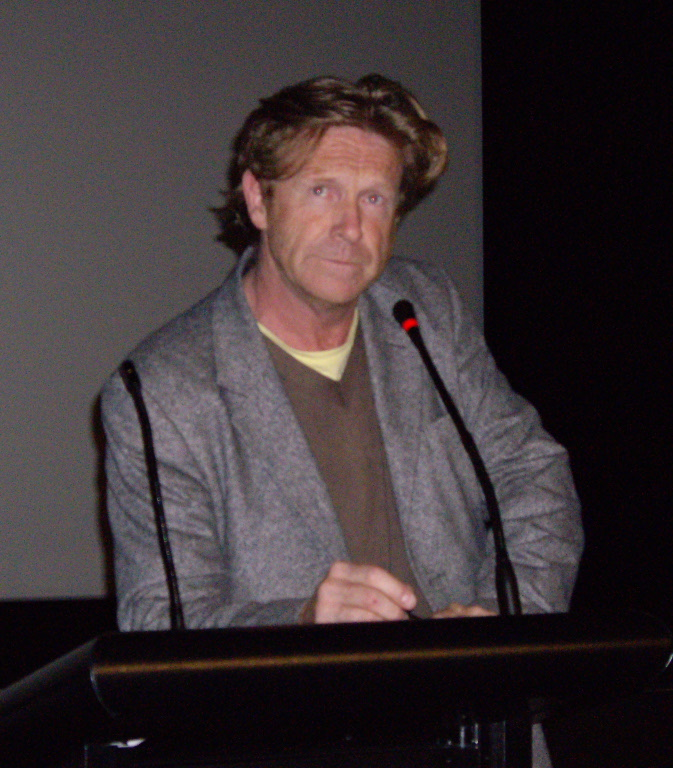
Anthony Dod Mantle (millor fotografia)
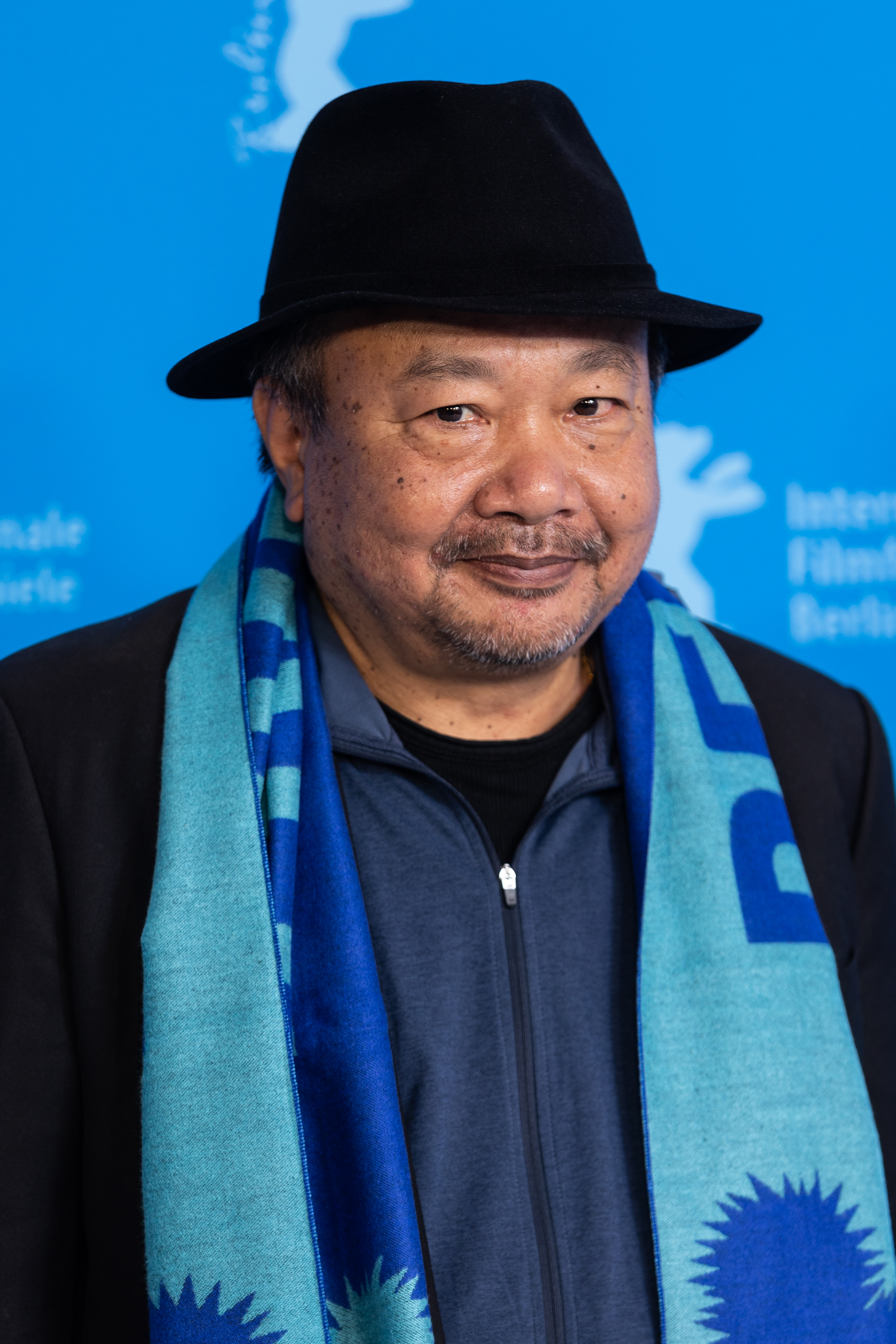
Rithy Panh (millor documental)
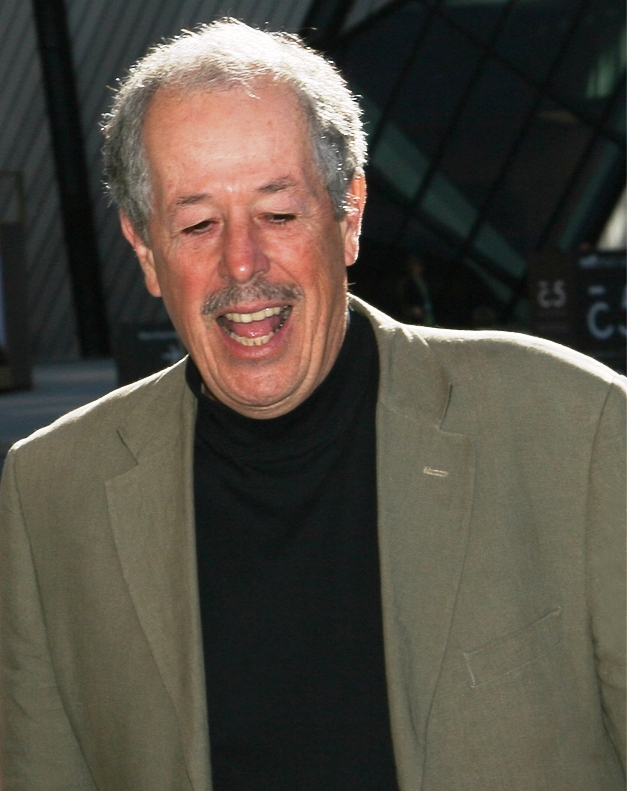
Denys Arcand (millor pel·lícula estrangera)
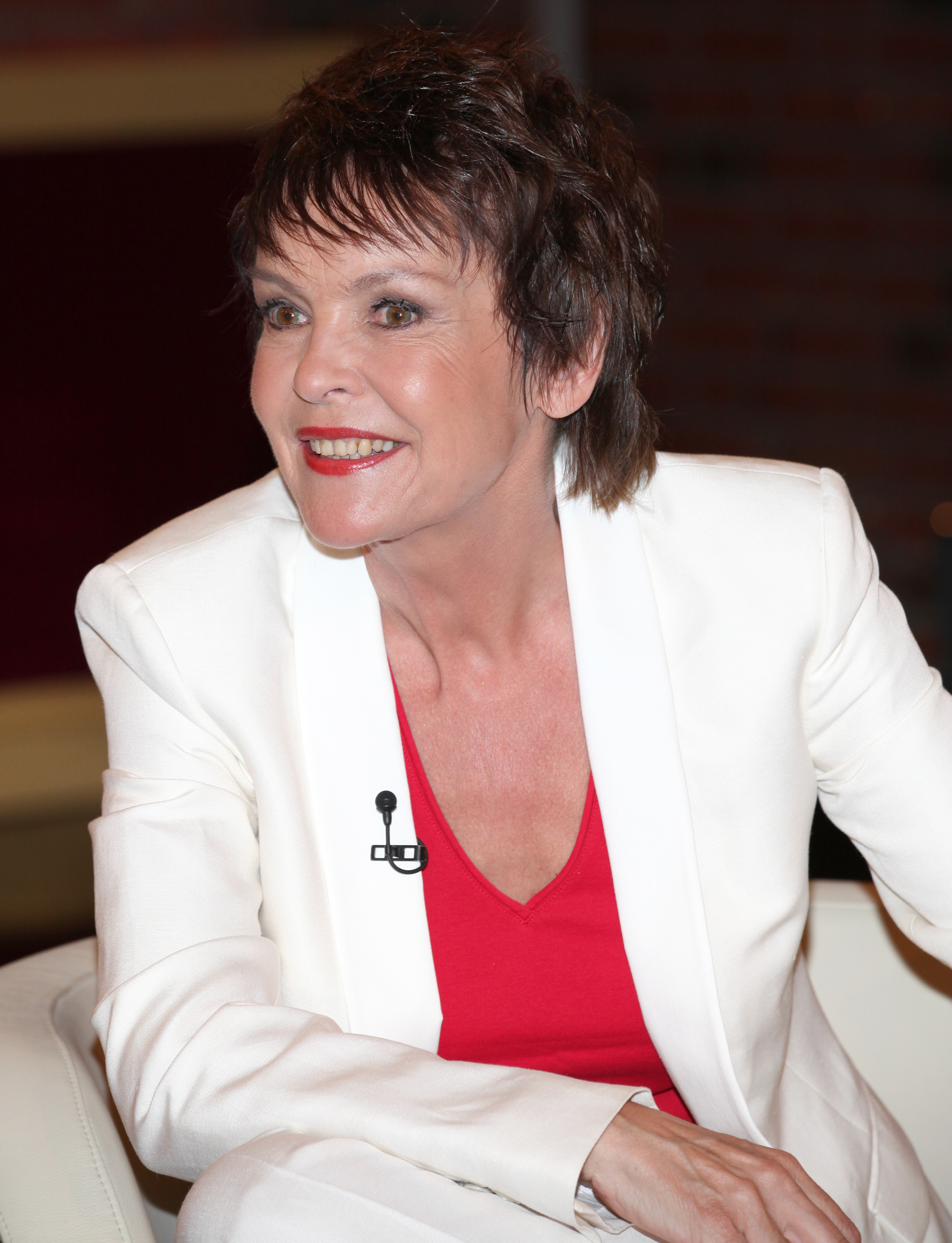
Katrin Sass (millor actriu-públic)
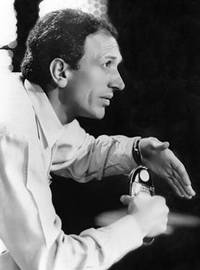
Carlo Di Palma, premi del mèrit europeu
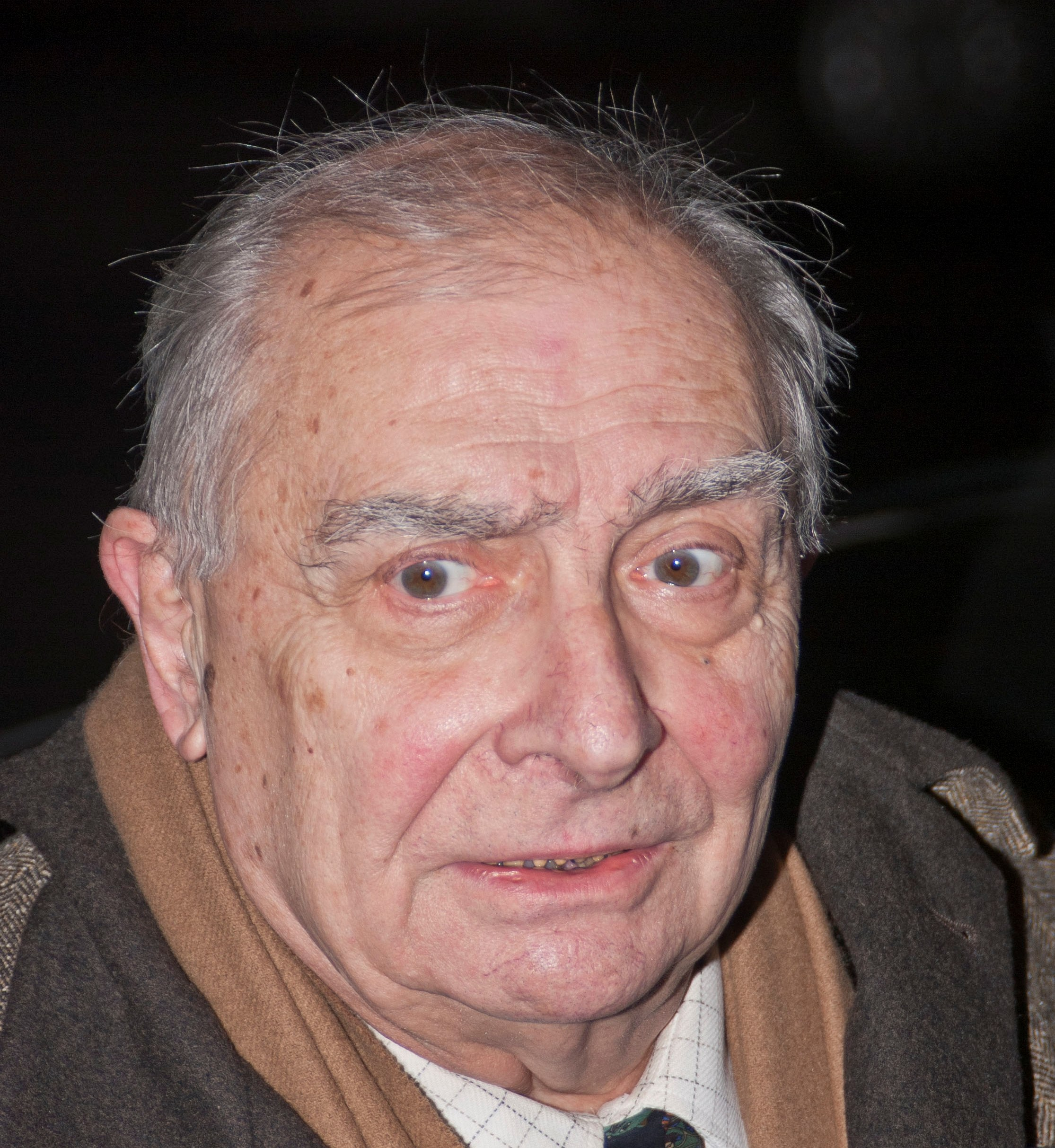
Claude Chabrol, premi a la trajectòria
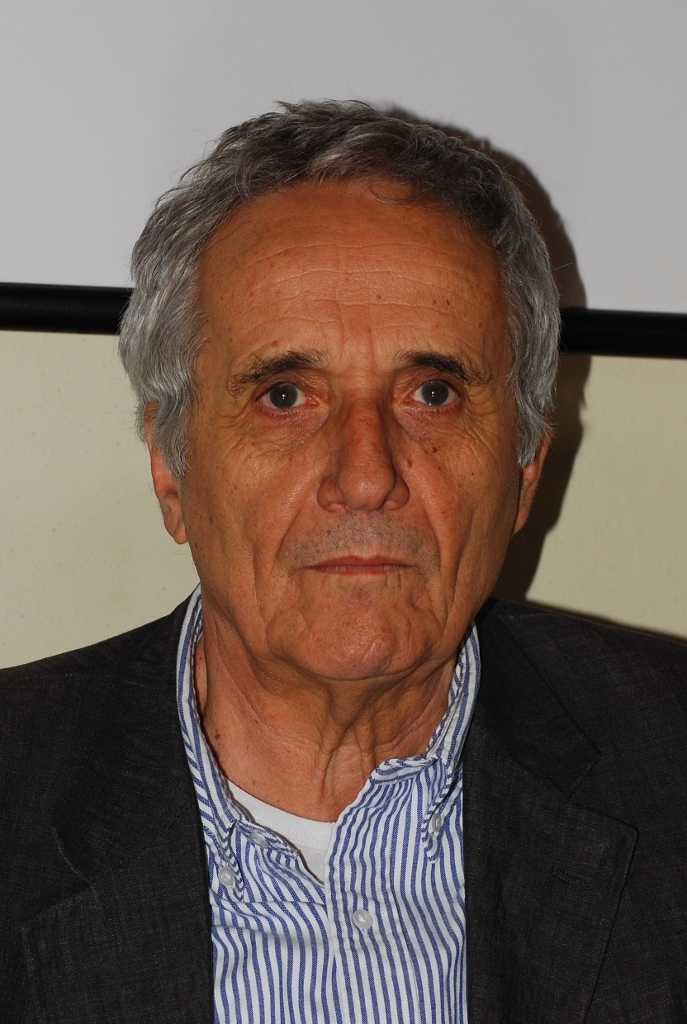
Marco Bellocchio, premi Fipresci